# Daniel Wenig
Daniel Wenig (* 12. August 1991) ist ein ehemaliger deutscher Skispringer.

## Werdegang
Wenig, der für den SK Berchtesgaden startete, begann seine internationale Karriere nach dem Gewinn der Deutschen Schülermeisterschaft 2006 im C-Kader. Im Juni 2006 startete er erstmals beim FIS Cup in Bischofshofen. Nachdem er 2007 beim Deutschland-Pokal den zweiten Platz der Gesamtwertung belegte, sicherte er sich einen Startplatz im Alpencup, den er auf Anhieb gewann.
Nachdem er bei FIS-Springen 2007 und Anfang 2008 gute konstante Leistungen zeigte und den Deutschlandpokal 2008 gewinnen konnte, startete er ab August 2008 erneut im FIS Cup. In Predazzo  zeigte er auf Anhieb mit einem zehnten und einem vierten Rang gute Sprünge. Auch beim Alpencup auf gleicher Schanze eine Woche später war er erfolgreich, so dass im September 2008 erstmals die Möglichkeit bekam, im Skisprung-Continental-Cup zu starten. Dabei konnte er in Oberstdorf mit dem 12. Platz auf Anhieb erste Continental-Cup-Punkte gewinnen. Nach guten Springen im Alpencup sprang er im Januar in Braunlage erneut zwei Wettbewerbe im Continental Cup und erreichte auch hier in beiden Springen die Punkteränge. Die Saison 2008/09 beendete er auf dem 134. Platz der Gesamtwertung. Kurz darauf sicherte er sich noch den Titel Deutscher Jugendmeister im Team 2009 sowie den Sieg in der Deutschlandpokal-Gesamtwertung 2009.
Obwohl er im August 2009 das FIS-Cup-Springen in Oberwiesenthal gewinnen konnte und im zweiten Springen das Podium nur knapp verpasste, gehörte er auch 2009/10 nicht zum festen B-Kader der deutschen Nationalmannschaft. Er verblieb bis Januar 2010 im C-Kader und startete im Alpencup. Im Januar 2010 erhielt er einen Startplatz für das Continental-Cup-Springen in Titisee-Neustadt, wo er mit Platz 42 jedoch erfolglos blieb. Nur zwei Wochen später konnte er sich in Iron Mountain jedoch wieder Punkte sichern.
Für die Saison 2010/11 wurde Wenig fest für den B-Kader im Continental Cup nominiert. Bereits im ersten Springen der Saison im finnischen Rovaniemi überraschte er mit einem guten fünften Platz. Auch im zweiten Springen sowie in beiden Springen in Vikersund kam er deutlich unter die besten zwanzig. Daraufhin wurde er als Mitglied der Nationalen Gruppe für die Springen in Oberstdorf und Garmisch-Partenkirchen im Rahmen der Vierschanzentournee 2010/11 nominiert. Auf beiden Schanzen wurde Wenig jedoch bereits in der Qualifikation disqualifiziert. Nach zwei guten Alpencup-Springen in Hinterzarten startete er bei der Nordischen Junioren-Skiweltmeisterschaft 2011 im estnischen Otepää. Dort gewann er gemeinsam mit Richard Freitag, Marinus Kraus und Stephan Leyhe im Teamspringen die Silbermedaille. Im Einzelwettbewerb sprang er auf Rang 14.
Nachdem Wenig im Februar in Ruhpolding erneut im FIS Cup erfolgreich war, startete er im März auch erneut im Continental Cup. In Kuopio gelangen ihm dabei zwei Punktgewinne, womit der die Saison am Ende mit dem 55. Platz der Gesamtwertung abschloss. Nachdem er die Sommersaison eher durchwachsen im Continental Cup begonnen hatte, startete er im kasachischen Almaty erstmals im Skisprung-Grand-Prix. Dabei erreichte er mit dem 27. Platz auch seine ersten Punkte, die ihn am Ende auf den 83. Rang der Gesamtwertung verhalfen.
Bis Dezember verliefen alle Springen im Continental Cup eher mittelmäßig für Wenig. Erst im Dezember in Almaty konnte er mit Rang 10 wieder auf sich aufmerksam machen. Auch im zweiten Springen sowie im ersten Springen auf der Kiremitliktepe in Erzurum konnte er diesen Platz erreichen. Im Anschluss an dieses Springen kämpfte Wenig um eine konstante Leistung. Im März 2012 musste er auf Grund eher schwacher Ergebnisse in Garmisch-Partenkirchen noch einmal im FIS Cup starten und musste sich auch hier mit Plätzen im Mittelfeld begnügen.
Bei den Deutschen Meisterschaften 2012 in Klingenthal gewann Wenig gemeinsam mit Andreas Wellinger, Karl Geiger und Marinus Kraus als Team Bayern I die Teammeisterschaft.
Den Sommer-Continental Cup 2012 begann er erfolgreich mit einem neunten Rang in Stams. In Sotschi erreichte er mit dem sechsten Platz gar seine bis dahin beste Einzelplatzierung im Continental Cup. Daraufhin erhielt er vier Tage später einen Startplatz für die Qualifikation zum Grand-Prix-Springen im polnischen Wisła, bei welcher er gut abschnitt und sich für das Springen am Folgetag qualifizierte. Dort scheiterte er jedoch bereits im ersten Durchgang auf Rang 43. Nachdem er in Folge erneut mit einem deutlichen Leistungseinbruch zu kämpfen hatte und sich bei der Vierschanzentournee 2012/13 bei beiden deutschen Springen erneut nicht qualifizieren konnte, überraschte Wenig am 5. Januar 2013 in Zakopane mit seinem ersten Sieg im Continental Cup. Am 13. Januar 2013 gewann Wenig in Reit im Winkl den „Reit im Winkl-Cup 2013“ auf der Franz-Haslberger-Schanze. Die weiteren Springen bis März verliefen für Wenig eher erfolglos, sodass am Ende nur der 33. Rang in der Gesamtwertung heraussprang. In der Saison 2013/14 gewann er die Gesamtwertung des Continentalcups. Zum Auftakt der Vierschanzentournee belegte er am 29. Dezember 2014 in Oberstdorf den 22. Platz und holte somit zum ersten Mal in seiner Karriere Weltcuppunkte. Am Ende belegte er in der Saison 2014/15 mit 11 Punkten den 70. Platz in der Gesamtwertung. 2016 beendete er seine Karriere.

## Erfolge

### Continental-Cup-Siege im Einzel
| Nr. | Datum          | Ort      | Typ           |
| --- | -------------- | -------- | ------------- |
| 1.  | 5. Januar 2013 | Zakopane | Großschanze   |
| 2.  | 2. März 2014   | Falun    | Normalschanze |

## Statistik

### Weltcup-Platzierungen
| Saison  | Platz | Punkte |
| ------- | ----- | ------ |
| 2014/15 | 70.   | 011    |

### Grand-Prix-Platzierungen
| Saison | Platz | Punkte |
| ------ | ----- | ------ |
| 2011   | 083.  | 004    |
| 2013   | 050.  | 047    |
| 2014   | 025.  | 090    |
| 2015   | 070.  | 013    |

### Continental-Cup-Platzierungen
| Saison  | Platz | Punkte |
| ------- | ----- | ------ |
| 2008/09 | 134.  | 012    |
| 2009/10 | 133.  | 004    |
| 2010/11 | 055.  | 118    |
| 2011/12 | 033.  | 211    |
| 2012/13 | 033.  | 216    |
| 2013/14 | 001.  | 923    |
| 2014/15 | 023.  | 321    |
| 2015/16 | 076.  | 092    |

## Privates
Wenig hat einen Bruder und eine Schwester und lebt in Lambrechten.